# Station Rudawa
Station Rudawa is een spoorwegstation in de Poolse plaats Rudawa.